# Ivanics György (pap)
Ivanics György (Binóc (Pozsony megye), 1656. május 3. – Buda, 1723. április 3.) Jézus-társasági áldozópap és tanár.

## Élete
1675. október 18-án lépett a rendbe; Kassán gimnáziumi tanár volt 11 évig; azután a budai szeminárium rektora és szlovák hitszónok lett. Ő irányította a budai jezsuita szeminárium építését, valamint belső berendezését és kiképzését.
Nevét Ivanichnak és Ivanitsnak is írják.

## Munkái
- Septem Allocutiones Militares Belli-Ducum nostri Temporis ... Leutschoviae, 1694 (névtelenül)
- Virgo Deipara ex praeviis Christi meritis ab originali labe praeservata. Cassoviae, 1696
- Pentas Questionum Curiosorum ... Promotore R. P. Francisco Pécsi ... Leutschoviae, 1697 (névtelenül)